# Wendax WS 750
Der Wendax WS 750 ist ein Pkw-Modell der frühen 1950er Jahre. Hersteller war Wendax in Hamburg.

## Hintergrund
Draisinenbau Dr. Alpers aus Hamburg stellte Draisinen und ab 1933 Nutzfahrzeuge her. Nach dem Ende des Zweiten Weltkriegs wurde das Tochterunternehmen Wendax für die Produktion von Straßenfahrzeugen gegründet. Zu der Zeit gab es einen Mangel an neuen Pkw in Deutschland. Dies führte dazu, dass Wendax zusätzlich die Produktion von Pkw aufnahm, obwohl das Unternehmen damit keine Erfahrungen hatte. Als erster Pkw entstand ab April 1949 der Roadster Aero WS 700. 1950 erschien der WS 750. Er wurde 1950 auf einer Automobilausstellung in Kopenhagen und 1951 in Brüssel präsentiert. Das Modell kam ohne ausreichende Erprobungs- und Testphase auf den Markt. Nach kurzer Zeit häuften sich die Beschwerden, was Reparaturen und Nachbesserungsarbeiten erforderte. Dadurch konnten Lieferfristen nicht eingehalten werden. Manche Kundenbestellungen wurden storniert. 1951 endete die Produktion und Wendax meldete Insolvenz an.

## Beschreibung
Der WS 750 war eine viertürige Limousine mit sechs Seitenfenstern und Stufenheck. Die Angaben zu Maßen und Gewicht schwankten. Einmal hieß es, der Wagen sei 4400 mm lang, 1470 mm breit und 1460 mm hoch; der Radstand betrage 2650 mm und die Spurweite 1220 mm vorn bzw. 1240 mm hinten. Als Leergewicht wurden 880 kg genannt; im Verkaufsprospekt standen 850 kg. Genannt wurden auch 4300 mm Länge und 950 kg Leergewicht. Davon abweichend wurden des Weiteren 4140 mm Länge, 1360 mm Höhe, 1140 mm hintere Spurweite und 850 kg Leergewicht angegeben. Auch dieses Leergewicht bedeutete bei einem zulässigen Gesamtgewicht von 1000 kg für ein Fahrzeug mit vier oder mehr Sitzplätzen eine viel zu geringe Zuladung von nur 150 kg. Beide Sitzbänke waren 130 cm breit, sodass das Fahrzeug Platz für sechs Personen bot. Mit diesen Maßen war es damals ein Fahrzeug der Mittelklasse. Besonderheit ist, dass die vorderen Türen vorn und die hinteren Türen an der C-Säule angeschlagen waren, sie also gegenläufig öffneten. Diese Bauweise war nach dem Zweiten Weltkrieg selten. Außerdem wurde auf die B-Säule zwischen den Türen verzichtet, um den Ein- und Ausstieg zu vereinfachen. Das brachte Stabilitätsprobleme mit sich. Das Karosseriebauunternehmen Böbel aus Laupheim fertigte die Karosserie; sie war selbsttragend ausgelegt. Teile des Bodens bestanden aus Holz.
Der Wagen hatte Frontmotor und Frontantrieb, war diesbezüglich also modern konstruiert. Der Zweizylinder-Zweitaktmotor kam von den ILO-Motorenwerken. Es war ein Doppelkolbenmotor (mit vier Kolben). Die Bohrung betrug 2 × 52 mm je Zylinder, der Hub 88 mm und der Hubraum insgesamt 748 cm³. Der Motor hatte Wasserkühlung und leistete 26 PS bei 3500 Umdrehungen in der Minute. Die Höchstgeschwindigkeit lag bei 105 km/h. Davon abweichend sind auch 95 km/h und 102 km/h angegeben. Der Hersteller nannte in einem Prospekt eine Leistung von nur 25 PS. In einer Anzeige wurde ein Verbrauch von 6,5 Liter auf 100 km versprochen.
Das Getriebe hatte vier Gänge, von denen die oberen drei synchronisiert waren. Gegen Aufpreis gab es Lenkradschaltung. Die Kupplung war eine Einscheibentrockenkupplung. Der WS 750 hatte hydraulisch betätigte Trommelbremsen an allen vier 16-Zoll-Rädern. 
Das Fahrzeug sollte insbesondere als Taxi genutzt werden, daher der bequeme Zugang und der relativ kleine, angeblich sparsame Motor. Der Kaufpreis war sehr knapp kalkuliert und betrug 5750 DM. Zum Vergleich: Der Mercedes-Benz 170 V als damals kleinster deutscher Viertürer kostete 7380 DM.
Für den Inhaber Adolf Alpers entstand als Einzelstück ein Coupé mit einem kürzeren Radstand. Dieses Fahrzeug wurde auf der Messe in Kopenhagen ausgestellt.

## Die Probleme
In einem Rückblick wird der Wendax WS 750 als „eines der schlechtesten Autos, die je gebaut wurden“ bezeichnet.
Zu den Problemen gehörte die Kupplung, die häufig bereits nach einer Fahrleistung von 3000 km überholt werden musste. Einige Schweißnähte rissen auf, Türscharniere konnten sich lösen und Bremspedale brachen. Insgesamt wird die Verarbeitungsqualität als schlecht bezeichnet. Der Motor wurde ebenfalls kritisiert.
Der Automobilhistoriker und Journalist Werner Oswald schrieb in Heft 6 des Jahrgangs 1951 in der Automobilzeitschrift Das Auto einen sehr kritischen Bericht über den Hersteller mit dem Titel „In Sachen Wendax“. Insbesondere prangerte er dubiose Geschäftsmethoden an. Außerdem bemängelte er bei den Fahrzeugen das Fehlen von Feinschliff und Perfektion. Er rühmte sich später damit, dass er mit diesem Bericht „dem skandalösen Spuk ein Ende bereitet“ habe.
Außerdem heißt es, dass der Motor das gesamte Fahrzeug in Stücke rüttelte, die Konstruktion dilettantisch war, die Karosserie zu schwer, der Motor zu schwach, die Verarbeitung „mau“ und die Produktion unrentabel.

## Stückzahlen
Werner Oswald schreibt in seinem Standardwerk über deutsche Autos nach 1945, dass etwa 70 Fahrzeuge dieses Typs hergestellt wurden. Hanns-Peter Rosellen und Walter Zeichner nennen in ihren Büchern über deutsche Kleinwagen dieselbe Zahl.
Erik Eckermann ermittelte 1968 in den Unterlagen des Kraftfahrt-Bundesamts, dass in Deutschland 55 Fahrzeuge dieses Typs zugelassen wurden. Zusammen mit einigen Exporten insbesondere in die Benelux-Länder waren es möglicherweise 70 Fahrzeuge.
Unauto bot das Fahrzeug in den Ausführungen Standard und De Luxe in Belgien und Luxemburg an.
Erla plante die Montage in Dänemark, zu der es jedoch nicht kam.

## Erhaltenes Exemplar
Ein Fahrzeug des Baujahrs 1951 existiert noch. Als Neuwagen wurde es nach München geliefert. Von 1954 bis 1957 war es als Taxi in Hamburg-St. Pauli im Einsatz und danach bei einem Vertreter in Bad Bramstedt.
Der Wagen wurde bis 1959 benutzt, zuletzt mit dem Kennzeichen SE-M 3 nach dem ab 1956 gültigen Schema. Erik Eckermann entdeckte ihn im März 1968 auf einer Streuwiese in Neversdorf im Kreis Segeberg. Er lag ungeschützt auf dem Dach, vermutlich seit neun Jahren. Dementsprechend schlecht war der Zustand, zumal sich das Holz des Bodens aufgelöst hatte und somit der Innenraum dem Regen ausgesetzt war. Das Dach war eingedrückt, Türen und Kofferraumdeckel hingen schief, viele Teile waren verrostet und der Motor war blockiert. Immerhin waren alle Scheiben intakt und das Fahrzeug relativ komplett. Im April 1968 erwarb Eckermann das Wrack mit dem Ziel, es der Nachwelt zu erhalten. Zunächst stellte er es in einer Scheune in seiner Heimat Norddeutschland unter und später in Bayern, als er für das Deutsche Museum in München arbeitete.
Zwischen Ostern 1977 und September 2001 stand es leihweise im Automobilmuseum von Fritz B. Busch in Wolfegg, dort als Scheunenfund inszeniert. Fritz B. Busch schrieb dazu: „So einer fuhr bei uns als Taxe. Er war der billigste Viertürer, den man damals kaufen konnte. Aber er taugte rein gar nichts. Das Werk ging pleite, und Müller, der die Taxe fuhr, auch …“
Im September 2001 wurde das Fahrzeug zusammen mit anderen Fahrzeugen von 1951 in einer Sonderschau auf der Internationalen Automobil-Ausstellung in Frankfurt am Main gezeigt.
Im Januar 2006 verkaufte Eckermann das Fahrzeug an einen Herrn Gumz aus Hamburg, der es restaurieren wollte. Das Dach wurde ausgebeult, dann stoppten private Probleme das Projekt. Im Januar 2018 übernahm der PS-Speicher aus Einbeck das Fahrzeug.
Seit 2019 versucht ein Herr Schröder, ein Fahrzeug nachzubauen.